# Stenostomum guianensis
Stenostomum guianensis är en måreväxtart som först beskrevs av Cornelis Eliza Bertus Bremekamp, och fick sitt nu gällande namn av Piero G. Delprete och Achille. Stenostomum guianensis ingår i släktet Stenostomum och familjen måreväxter. Inga underarter finns listade i Catalogue of Life.